# Première famille des États-Unis

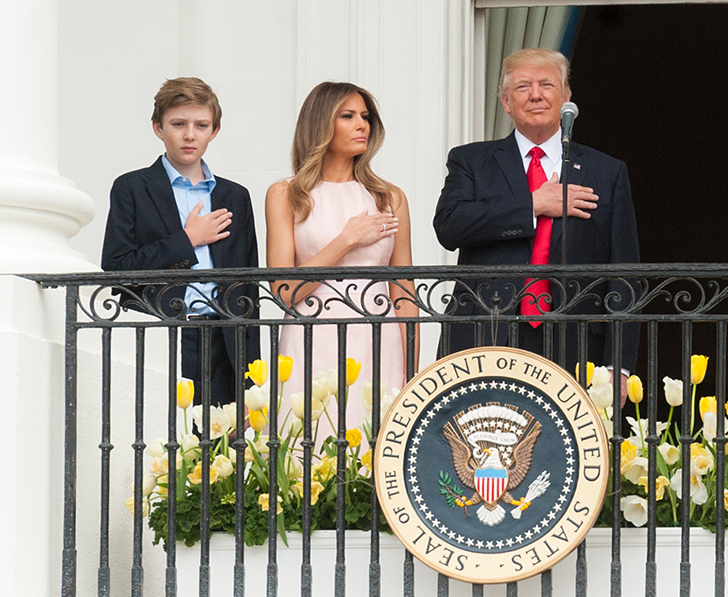
L'actuelle Première famille des États-Unis : le président Donald Trump, la première dame Melania Trump et leur fils Barron Trump.

La Première famille des États-Unis (First family of the United States) désigne la famille du président des États-Unis, vivant avec lui à la Maison-Blanche.
L'actuelle Première famille est celle des Trump depuis le 20 janvier 2025.

## Fonctionnement
Tout comme le chef de l'État et du gouvernement fédéral des États-Unis, la sécurité de la Première famille est assurée par l'United States Secret Service, qui s'adapte aux besoins spécifiques de chacun de ses membres,,. Les coûts de leurs déplacements lors de voyages intérieurs ou à l'étranger sont pris en compte par les dépenses allouées.

## Composition
Les membres de la Première famille regroupent le président, la Première dame des États-Unis et leurs enfants. Cependant, d’autres parents proches du président et de son premier conjoint, tels que les parents, les petits-enfants, les beaux-enfants et les beaux-parents, peuvent être classés comme membres de la première famille s’ils résident dans la résidence exécutive du complexe de la Maison-Blanche.

## Nom de code
Individuellement, chaque membre de la Première famille est désigné sous un nom de code conçu par l'United States Secret Service, qui servent à les identifier pour leur protection continue ainsi que par souci de faciliter.
Les noms de codes des familles présidentielles des Roosevelt à Trump sont publiquement connus. Lors de son élection en tant que 44e président, Obama a personnellement demandé aux services secrets de le désigner comme Renegate (« Renégat »).

## Dans les arts et la culture populaire

### Filmographie

#### Cinéma
- 1996 : Président Junior de David M. Evans, la relation entre un agent des services secrets qui doit protéger le fils rebelle du président américain.

#### Télévision

##### Série
- 1999 : À la Maison-Blanche d'Aaron Sorkin, met en scène la vie du président à la Maison Blanche.
- 2012 : The First Family créé par Byron Allen, le président américain tente de concilier l'équilibre familial, avec son épouse et leurs enfants, tandis qu'ils s'adaptent à leur nouvelle vie à la Maison Blanche.
- 2019 : The Oval : Intrigues à la Maison Blanche de Tyler Perry, le quotidien de la Maison-Blanche à travers le couple présidentiel et leurs enfants.
- 2025 : La Résidence de Paul William Davies, des membres de la famille présidentielle sont suspecter d'être mêler à un meurtre.